# Stefanie Unruh
Stefanie Unruh (* 9. April 1959 in Hamburg) ist eine deutsche Künstlerin.

## Leben
Stefanie Unruh studierte von 1983 bis 1985 Kunstgeschichte an der Ludwig-Maximilians-Universität in München u. a. bei Uwe M. Schneede, von 1985 bis 1990 an der Akademie der Bildenden Künste in München bei Horst Sauerbruch und von 1990 bis 1991 als DAAD-Stipendiatin an der School of Visual Arts in New York bei Jacqueline Winsor, Izhar Patkin, Gary Stephan und Lucio Pozzi. Sie lebt und arbeitet in München. 2000–2005 war sie Mitglied der Städtischen Kunstkommission Quivid für Kunst am Bau und Kunst im öffentlichen Raum im Baureferat der Stadt München.

## Werk

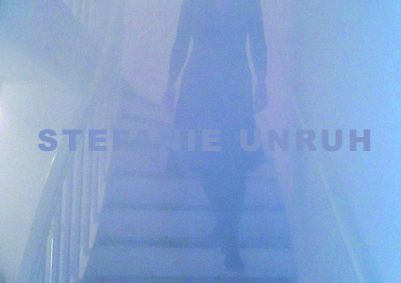
haunted, 2010/2011, Video, Standbild

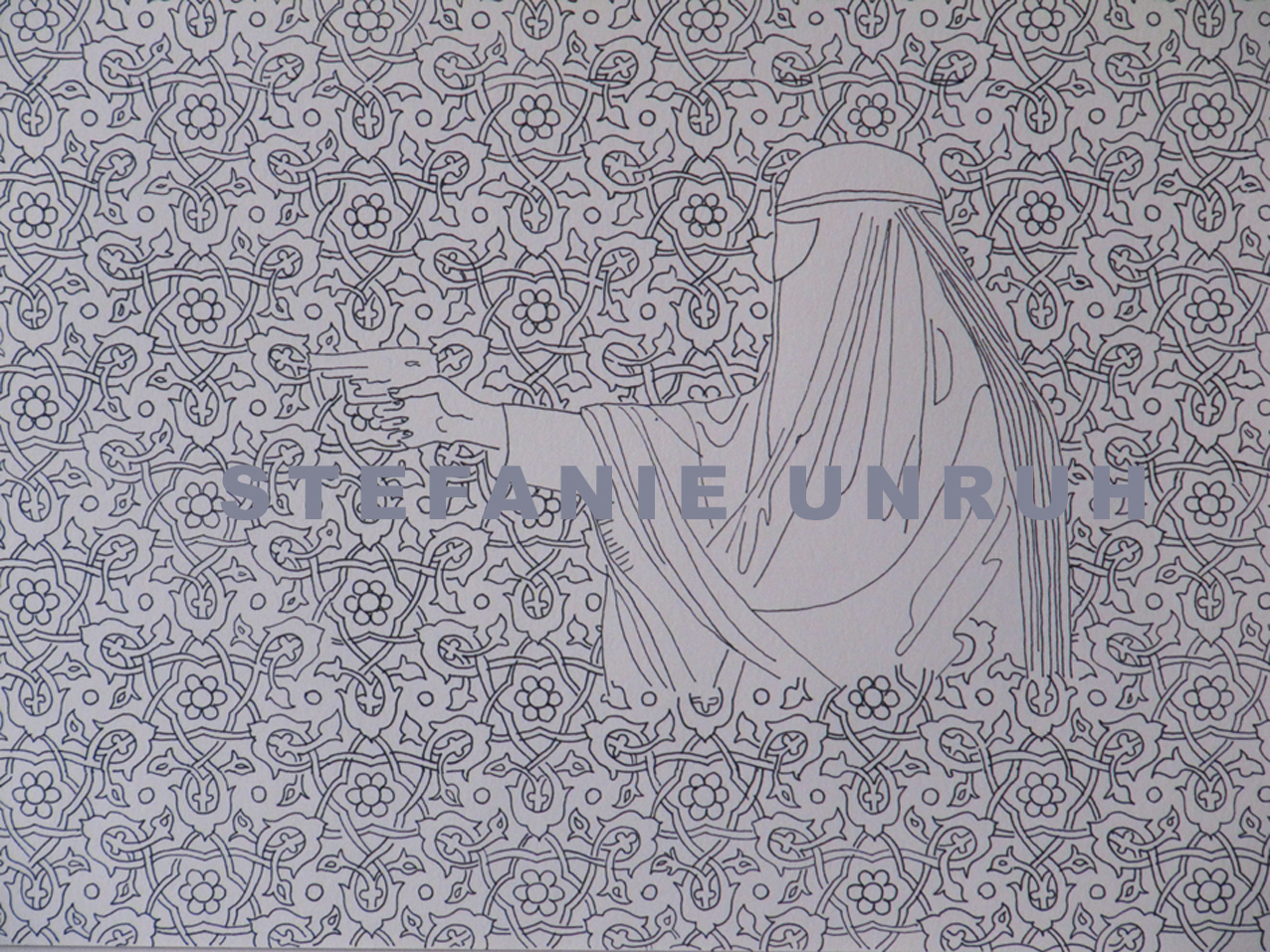
Linien, 2010, Zeichnung

Stefanie Unruh arbeitet im Bereich Zeichnung, gezeichnetes Video, Objekt, Installation und Fotografie. Sie beschäftigt sich mit Spuren und Erinnerungen von Orten, mit alltäglichen Handlungen und Situationen. Häufig verfremdet sie die alltägliche Wirklichkeit und schafft surreale Situationen. Die Beschäftigung mit spezifischen Mythen des Alltagslebens geht von der eigenen Lebenssituation, von persönlichen Erinnerungen und Erkenntnissen aus, d. h. von ihrem Selbstverständnis in einer Gesellschaft, die von medialen Phänomenen nachhaltig mitbestimmt wird. „In großen, thematisch zusammenhängenden Werkkomplexen beschäftigt sich Stefanie Unruh mit einer klassischen Frage der künstlerischen Existenz, d. h. ihrer Stellung innerhalb ihrer jeweiligen Geschichte.“
Häufig entwickelt sie mehrjährige, projektbezogene Arbeiten, wie zum Beispiel die künstlerische Erinnerungsarbeit zu den Gedenkstätten ehemaliger Konzentrationslager oder die Umsetzung von Sprache in Zeichen anhand von Wittgensteins Texte. In den letzten Jahren entstanden Videoarbeiten, wie zum Beispiel „haunted“ in Anlehnung an die Geisterfotografien von Albert von Schrenck-Notzing oder das Videobild „Kugelblitz“. Im öffentlichen Raum entstanden größere Arbeiten wie die temporäre Lampeninstallation „Heimleuchten“ in München oder die vielschichtige Fotoarbeit „Bildersammlung“ in Nürnberg.

## Preise und Stipendien
- 2021 Art Investigation Programme, Casa Planas, Palma de Mallorca, Goethe-Institut, Barcelona
- 2015 Seerosenpreis der Landeshauptstadt München[2]
- 2010 Mathias-Pschorr-Hackerbräu-Stiftung, Kulturreferat der Landeshauptstadt München
- 2006 hausderkunst Preis, Haus der Kunst, München
- 2004 hausderkunst Preis, Haus der Kunst, München
- 2004 Marler Video-Installationspreis, Skulpturenmuseum Glaskasten, Marl
- 1995–1996 Stipendium für Frauen in Forschung und Lehre, Akademie der Bildenden Künste München, München
- 1992 Bayerischer Kunstförderpreis, Staatsministerium für Bildung und Kultus, Wissenschaft und Kunst, München
- 1992–1993 Stipendium der Ernst-Strassmann-Stiftung der Friedrich-Ebert-Stiftung, Bonn
- 1990–1991 DAAD-Stipendium, New York
- 1990 Erwin und Gisela von Steiner-Stiftung, München

## Einzel- und Gruppenausstellungen (Auswahl)
- 2016 München, Ratzingerplatz: Heimleuchten (Einzelausstellung)[3][4]
- 2015 Nürnberg, Landeskirchliches Archiv der Evangelisch-Lutherischen Kirche in Bayern: Bildersammlung (Einzelausstellung)
- 2015 Augsburg, Staatliches Textil- und Industriemuseum: Kunst/Stoff
- 2012 München, Haus der Kunst: Vanity Flair, Luxus und Vergänglichkeit, 1. Biennale der Künstler
- 2012 München, Archäologische Staatssammlung: HabSeligkeiten
- 2010 München, Lothringer13 Städtische Kunsthalle: Cityscale
- 2006 Essen, PACT Zollverein: Atelier
- 2006 Lüdenscheid, Städtische Galerie: Gut + Böse Politik, Kunst, Gesellschaft
- 2005 Bremen, Kunsthalle: Medienkunstpreise
- 2005 Hannover, Foro Artistico: Neue deutsche Medienkunst
- 2004 Marl, Skulpturenmuseum Glaskasten Marl: Video-Installationspreise
- 2003 New York, Goethe-Institut: Das gelbe Zimmer (Einzelausstellung)
- 2002 München, Europäisches Patentamt: Carry & Marry (Einzelausstellung)
- 1996 Antwerpen, Museum van Hedendaagse Kunst Antwerpen: macht/ohnmacht
- 1995 Antwerpen, Internationaal Cultureel Centrum Antwerpen: Peaceful actions II
- 1995 München, Haus der Kunst: gut gewachsen, aktuelle Kunst in München
- 1994 Bonn, Kunstmuseum: Dorothea von Stetten Kunstpreis
- 1993 Bremerhaven, Morgensternmuseum, und Kiel, Prima Kunst, und Nordhorn, Städtische Galerie: Bildlager (Einzelausstellung)
- 1993 Rom, Centro documentazione ricerca artistica contemporanea Luigi Di Sarro: Stefanie Unruh (Einzelausstellung)
- 1989 Recklinghausen, Kunsthalle: Junger Westen
- 1987 Mannheim, Kunsthalle, und Stuttgart, Württembergischer Kunstverein: Forum junger Kunst
- 1987 Köln, Moltkereiwerkstatt|Moltkerei Werkstatt e.V.: Spiegeltürme (Einzelausstellung)

## Werke im öffentlichen Raum
- 2021 This land was made for you and me, temporäre Installation, München, Kunstinsel am Lenbachplatz, Kulturreferat der Landeshauptstadt München
- 2020 mimikry, permanente Außenskulptur, Augsburg, Bayernkolleg, Staatliches Bauamt Augsburg
- 2016 Heimleuchten, temporäre Installation, München, Ratzingerplatz, Kulturreferat der Landeshauptstadt München
- 2015 Bildersammlung, permanente Installation im Landeskirchlichen Archiv der Evangelisch-Lutherischen Kirche in Bayern, Nürnberg
- 2014 Vogellampe, permanente Skulptur in der Kindertagesstätte Herterichstraße, München-Solln
- 1998 Schmetterlinge, permanente Skulptur in der Kooperationseinrichtung – Lucia-Popp-Bogen, München
- 1993 Bruder im Exil, Modell Hofgarten, temporäre Installation, Marienhof, München